# مراسم تشییع جنازه و تدفین یونان باستان
مراسم تشییع جنازه و تدفین یونان باستان (انگلیسی: Ancient Greek funeral and burial practices) به‌طور گسترده‌ای در ادبیات یونان باستان، سوابق باستان‌شناسی، و در هنر یونان باستان تأیید شده‌است. یافته‌های مرتبط با تدفین‌ها منبع مهمی برای فرهنگ یونان باستان است، اگرچه مراسم تدفین یونانی به اندازه کشف‌های شیوه‌های تشییع جنازه رومی مستند نیست. یونانیان دفن مردگان را یکی از مقدس‌ترین وظایف انسان می‌دانستند. علاوه بر این، آنها معتقد بودند که اگر جسدی دفن نشود، روحش هرگز نمی‌تواند در دنیای زیرین آرام بگیرد و بی هدف در سرزمین مردگان سرگردان باشد. اگر یک ژنرال از تدارک دفن مقتول (دوست یا دشمن، یونانی یا بربر) غفلت می‌کرد، مرتکب یک جرم بزرگ تلقی می‌شد. این وظیفه زنان بود که به اجساد مرده اعضای خانواده رسیدگی کنند. چشمان جسد را بسته و سکه ای داخل دهان گذاشته بودند. (این سکه ای است که همه ارواح باید به قایقران خارون در عالم اموات بپردازند تا او آنها را از رودخانه استیکس عبور دهد) جسد شسته شد، با روغن مسح شد و لباس سفید به او می‌پوشاندند. گاهی عزاداران حرفه‌ای را استخدام می‌کردند تا برای درگذشتگان فاتحه بخوانند. قبل از طلوع آفتاب در روز بعد از تشییع جنازه، جسد را به محل دفن می‌بردند. قبل از شروع راهپیمایی، زنان خانواده موهای خود را کوتاه می‌کردند تا نشان دهند که در عزاداری هستند. پس از تدفین ضیافتی برگزار شد که در آن خانواده عزادار و دوستان از فضایل آن مرحوم یاد کرده و از عیوب او می‌گذشتند. بد گفتن مردگان یک تابو فرهنگی بود. در دوازده روز بعد، خانواده از قبر دیدن می‌کردند و بر روی قبر عسل، شراب، روغن، شیر یا آب می‌ریختند. اکثر خانواده‌ها هر سال در سالگرد تولد یا مرگ شخص برمی‌گشتند تا گلدسته‌هایی را روی قبر بگذارند.

## بزرگداشت و آخرت

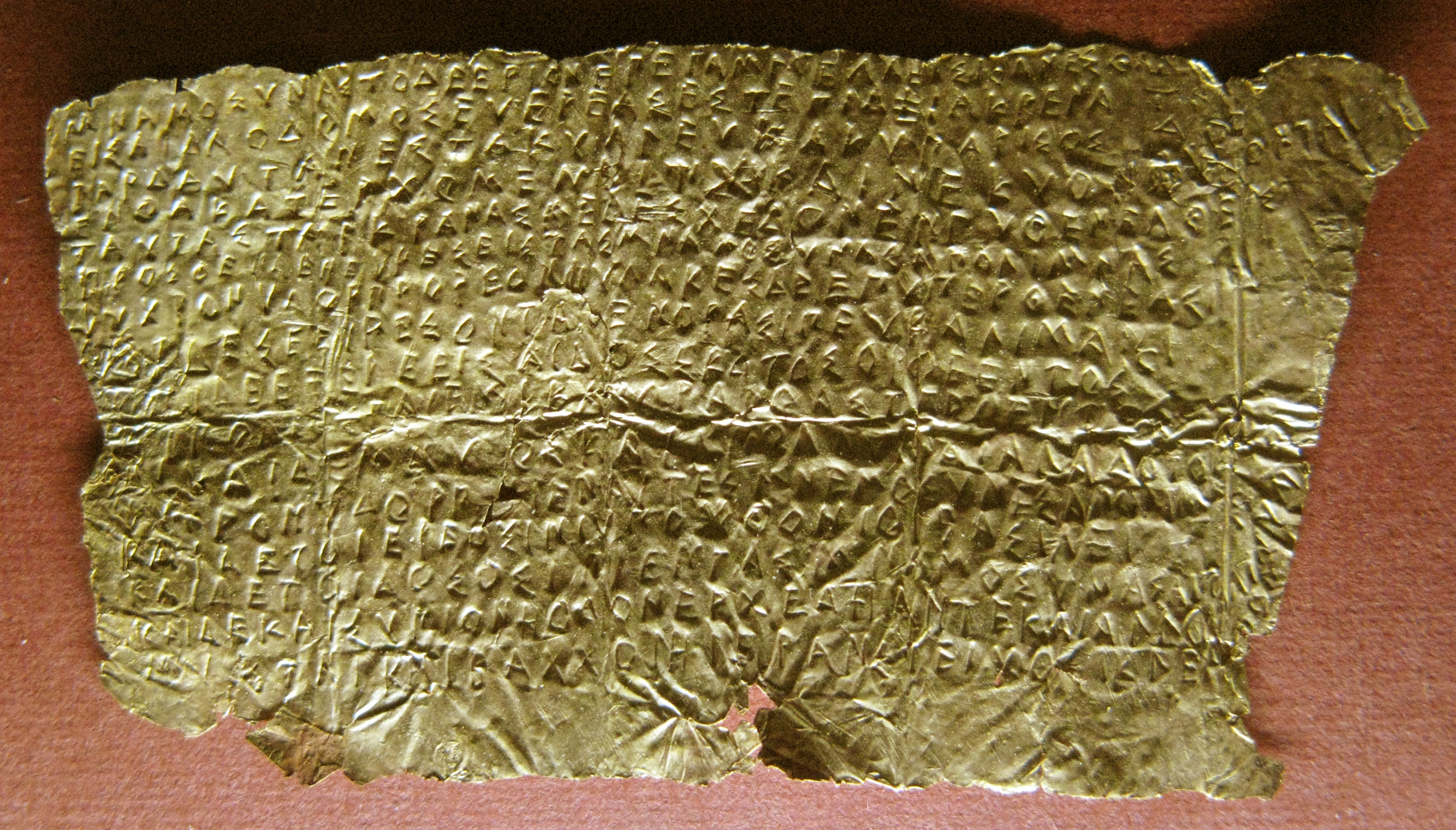
لوح طلای حکاکی شده نماسینی ("حافظه")، از یک شهر مردگان در ویبو والنتسیا (قرن چهارم قبل از میلاد)

یونانیان تدفین را یکی از مقدس‌ترین وظایف خود می‌دانستند. اعتقاد بر این بود که تا زمانی که بدن دفن نشده باشد، روح آرامش ندارد. همچنین، جسد دفن نشده برای خدایان که در هر دو جهان بالا و پایین زندگی می‌کردند، توهین آمیز بود. انتظار می‌رفت هر کس جسدی دفن نشده را بیابد فوراً مشتی گرد و غبار یا خاک بر روی آن بیندازد.
مقبره‌های گروهی تا سال ۱۱۰۰ قبل از میلاد بسیار محبوب بودند. پس از ۱۱۰۰ قبل از میلاد، یونانیان مردگان را عمدتاً در گورهای فردی دفن می‌کردند. آتن استثنای اصلی بود زیرا آتنی‌ها معمولاً مرده‌ها را می‌سوزانیدند و خاکسترشان را در کوزه می‌گذاشتند. مکان‌های قبرها در دوره باستانی ساده‌تر شد و اثاثیه قبرها کاهش یافت، در حالی که گورستان‌ها بزرگ‌تر شدند. جالب است که مراسم ساده مصادف با ظهور دموکراسی بود، اما در قرن چهارم، با کاهش دموکراسی، مقبره‌ها و قبرهای گروهی بار دیگر رواج یافت.
اگرچه یونانیان اسطوره‌شناسی مفصلی از جهان زیرین، توپوگرافی و ساکنان آن ایجاد کردند، اما آنها و رومی‌ها فاقد اسطوره اصلی مرگ و آیین‌هایی برای مردگان بودند، که در این دو تمدن وجود داشت. فرمانروای عالم اموات هادس بود، که مظهر مرگ/شخصیت بخشیدن به مرگ نبود، این نقش برعهدهٔ تاناتوس گذاشته شده بود که شخصیتی نسبتاً فرعی بود. به هادس مانند شیطان در دوران مدرن نگاه نمی‌شد، زیرا او خدای عالم اموات بود.
با این حال، انجام مراسم صحیح برای مردگان برای اطمینان از عبور موفقیت‌آمیز آن‌ها به زندگی پس از مرگ ضروری بود، و بازگشتهای ناخوشایند روح می‌توانست در نتیجه ناتوانی افراد زنده در انجام صحیح مراسم گذر یا نگهداری مداوم از طریق هدایا و هدایای کنار قبر، از جمله بریده‌های مو از نزدیک‌ترین بازماندگان برانگیخته شود. یاد مردگان در ایام خاصی از سال مانند نمسیس برگزار می‌شد. برای افراد استثنایی ممکن بود بزرگداشت‌ها و مراسم نگهداری توسط فرقه تا ابد به عنوان قهرمانان ادامه پیدا کند، اما بیشتر افراد پس از چند نسل از بین می‌رفتند و در برخی از مناطق یونان به عنوان «سه اجداد» نامیده می‌شوند. تریتوپاتورس، که جشنواره‌های سالانه ای را نیز به آنها اختصاص می‌داد.

## داستان سیزیف
سیزیف همان‌طور که خودش دستور داده بود توسط همسرش دفن نشده بود. پس از مرگش، سیزیف به دیدار ملکه دنیای مردگان، پرسفونه رفت و توضیح داد که او دفن نشده‌است و باید به دنیای زندگان بازگردد تا از همسرش بخواهد او را دفن کند. پرسفونه درخواست او را پذیرفت و او به دنیای زندگان بازگشت. با این حال، خدایان متوجه حیله او شدند و او را مجازات کردند. او قرار بود تخته سنگی را به بالای صخره حمل کند، اما تخته سنگ هر بار به پایین می‌غلتید و او را له می‌کرد، و او مجبور شد تخته سنگ را بلند کند و این روند را بارها و بارها برای همیشه تکرار کند و هرگز پیشرفتی نداشته باشد. این اسطوره به عنوان «تلاش سیزیفوسی» شهرت دارد.